# Aderaldo
Aderaldo Ferreira Andre Brasil, 14 de junio de 1977), futbolista brasileño. Juega de defensa.
- Datos: Q4682356